# Турция на летних Олимпийских играх 1996
Турция принимала участие в Летних Олимпийских играх 1996 года в Атланте (США) в семнадцатый раз за свою историю, и завоевала четыре золотые, одну серебряную и одну бронзовую медали. Страну представляло 53 спортсмена (44 мужчины и 9 женщин), которые выступили в соревнованиях по лёгкой атлетике, тяжёлой атлетике, борьбе, боксу, дзюдо, стрельбе из лука, парусному спорту, плаванию, пулевой стрельбе.

## Медалисты
| Медаль  | Спортсмен         | Вид спорта           | Дисциплина         |
| ------- | ----------------- | -------------------- | ------------------ |
| Золото  | Халиль Мутлу      | Тяжёлая атлетика     | Мужчины, до 54 кг  |
| Золото  | Наим Сулейманоглу | Тяжёлая атлетика     | Мужчины, до 64 кг  |
| Золото  | Хамза Ерликая     | Греко-римская борьба | Мужчины, до 82 кг  |
| Золото  | Махмут Демир      | Вольная борьба       | Мужчины, до 130 кг |
| Серебро | Малик Бейлероглу  | Бокс                 | Мужчины, до 75 кг  |
| Бронза  | Мехмет Акиф Пирим | Греко-римская борьба | Мужчины, до 62 кг  |

## Состав и результаты олимпийской сборной Турции

### Бокс
| Соревнование        | Спортсмены                      | 1-й раунд                      | 2-й раунд                       | Четвертьфинал                   | Полуфинал                       | Финал                | Место |
| Соревнование        | Спортсмены                      | Соперник Результат             | Соперник Результат              | Соперник Результат              | Соперник Результат              | Соперник Результат   | Место |
| ------------------- | ------------------------------- | ------------------------------ | ------------------------------- | ------------------------------- | ------------------------------- | -------------------- | ----- |
| до 48 кг            | Яшар Гиритли                    | Сомрот Камсинг (THA) пор. 4-19 | Завершил выступление            | Завершил выступление            | Завершил выступление            | Завершил выступление |       |
| до 54 кг            | Сонер Карагёз                   | Иштван Ковач (HUN) пор. 3-15   | Завершил выступление            | Завершил выступление            | Завершил выступление            | Завершил выступление |       |
| до 57 кг            | Сердар Ягли                     | Джосиан Лебон (MRI) пор. 8-9   | Завершил выступление            | Завершил выступление            | Завершил выступление            | Завершил выступление |       |
| до 60 кг            | Вахдеттин Ишсевер               | Хосин Солтани (ALG) пор. 2-14  | Завершил выступление            | Завершил выступление            | Завершил выступление            | Завершил выступление |       |
| до 63,5 кг          |                                 |                                |                                 |                                 |                                 |                      |       |
| Нурхан Сулейманоглу | Абубакар Диалло (GUI) поб. 5-21 | Эктор Винент (CUB) пор. 1-23   | Завершил выступление            | Завершил выступление            | Завершил выступление            |                      |       |
| до 67 кг            |                                 |                                |                                 |                                 |                                 |                      |       |
| Чахит Сюрме         | Олег Саитов (RUS) пор. 1-11     | Завершил выступление           | Завершил выступление            | Завершил выступление            | Завершил выступление            |                      |       |
| до 75 кг            |                                 |                                |                                 |                                 |                                 |                      |       |
| Малик Бейлероглу    |                                 | Жолт Эрдеи (HUN) поб. 9-8      | Томаш Боровски (HUN) поб. 16-12 | Мохамед Бахари (ALG) поб. 11-11 | Ариэль Эрнандес (CUB) пор. 3-11 | 2                    |       |

### Дзюдо
Спортсменов — 1
Соревнования по дзюдо проводились по системе на выбывание. Утешительные встречи проводились между спортсменами, потерпевшими поражение в четвертьфинале турнира. Победители утешительных встреч встречались в схватке за 3-е место со спортсменами, проигравшими в полуфинале в противоположной половине турнирной сетки.
Мужчины
| Категория   | Спортсмены      | 1/32 финала        | 1/16 финала              | 1/8 финала              | Четвертьфинал        | Полуфинал            | Финал                | Место |
| Категория   | Спортсмены      | Соперник Результат | Соперник Результат       | Соперник Результат      | Соперник Результат   | Соперник Результат   | Соперник Результат   | Место |
| ----------- | --------------- | ------------------ | ------------------------ | ----------------------- | -------------------- | -------------------- | -------------------- | ----- |
| свыше 95 кг | Селим Татароглу | Не участвовал      | Эрнесто Перес (ESP) пор. | За 3-е место            | За 3-е место         | За 3-е место         | За 3-е место         | 13    |
| свыше 95 кг | Селим Татароглу | Не участвовал      | Эрнесто Перес (ESP) пор. | Франк Мёллер (GER) пор. | Завершил выступление | Завершил выступление | Завершил выступление | 13    |